# いわき市道内郷平線
いわき市道内郷平線（いわきしどう うちごうたいらせん）は、福島県いわき市にある一級市道。路線番号は150054号。

## 概要

### 路線データ
- 起点：いわき市平塩（国道399号交点）
- 供用済み起点：いわき市平北白土（福島県道229号甲塚古墳線交点）
- 終点：いわき市内郷綴町堀坂（福島県道20号いわき上三坂小野線交点）
- 供用済み延長：7.0km

### 概要の詳細
いわき市平中心部から内郷中心部にかけてを迂回するように市街地の南側に国道6号に平行するように整備された市道である。都市計画道路での路線名では内郷駅平線と内郷湯本線の一部にあたる。起終点付近の一部を除き全線片側2車線で供用されている。
沿線にはヨークタウン谷川瀬（かつてのフジコシスーパーセンター谷川瀬）をはじめとしたショッピング施設や地域医療の中核を担う総合病院が林立しており、また平、内郷両市街地から国道49号平バイパス、常磐自動車道いわき中央インターチェンジに向かう幹線ルートであるために交通量が多い。

## 接続路線
- 国道399号（予定） （平塩）
- 福島県道229号甲塚古墳線 （平北白土）
- 福島県道26号小名浜平線 （平谷川瀬）
- 市道正内町若葉台線（鹿島街道） （平谷川瀬）
- 国道49号平バイパス（内郷御厩町　番匠地交差点）
- 福島県道20号いわき上三坂小野線（福島県道66号小名浜小野線重複区間）（内郷綴町）

## 道路施設

### 白土大橋
白土大橋（しらどおおはし）は二級水系夏井川水系新川に掛かる橋である。

#### 路線データ
- 全長：182.4m
- 幅員：10.75m
- 構造：2径間連続鋼床版桁橋
- 架設工法：トラッククレーン・ベント架設
- 施工：古川産機システムズ

#### 橋の概説
平成26年3月28日に当橋梁を含む654m（南白土工区）が完成供用され、路線の延伸がなされた。

### 堀坂トンネル
堀坂トンネル（ほっさかとんねる）は、当路線終点付近にあるトンネルである。

#### 路線データ
- 全長：289.0m
- 幅員：11.75m
- 施工：大豊建設・常磐開発・渡辺組特定建設工事共同企業体
- 竣工：2018年3月18日

#### トンネルの概説
都市計画道路内郷湯本線として建設されている区間（全長500.0m）の主要構造物であり、2015年11月から建設が始まり2017年2月3日に貫通式が行われ、2018年3月18日に開通式が行われた。扁額はいわき市在住の書家、金澤翔子によるものである。
従来、当路線は終端部にて市道七反田1号線を介し一ノ坪交差点で当時の国道6号（現福島県道20号いわき上三坂小野線）に至っていたが、当交差点は当市道と国道6号、福島県道66号小名浜小野線が一点に収束して南下する地点であるために交通渋滞が激しかった。そのため、当トンネルの開通により混雑緩和、及び内郷地区に林立する医療拠点までの救急搬送時間の短縮が期待されている。
従来は東京方面から北上してきた国道6号は左にカーブを描き内郷市街地へ向かっていたが、トンネルの開通により東京方面から直進すると当トンネルに侵入し、国道6号内郷市街地へは左折が必要になる交差点形状に改められた。

## 沿線
- ヨークタウン谷川瀬
- いわき市医療センター
- 福島労災病院

## 脚註
1. ↑  いわき市市道路線認定網図情報より[要文献特定詳細情報]
2. ↑  http://www.city.iwaki.lg.jp/www/contents/1001000001147/simple/20140521minamishirado.pdf
3. ↑  市道内郷平線 堀坂トンネル開通 - いわき市役所
4. ↑  http://www.city.iwaki.lg.jp/www/contents/1487673423866/simple/a.pdf